# Woźniki
Woźniki (německy Woischnik) jsou město v jižním Polsku ve Slezském vojvodství v okrese Lubliniec. Jsou sídlem stejnojmenné městsko-vesnické gminy. Leží na severovýchodním okraji historického území Horního Slezska.V roce 2024 zde žilo 4 100 obyvatel.
Jižně od Woźnik pramení řeka Malá Pěna. Z celkové rozlohy 70,74 km² pokrývá zhruba polovinu, celou jižní a jihozápadní část katastru, lesní komplex, který je součástí Lublineckých lesů.

## Poloha
Město leží v historickém Horním Slezsku, východní hranice katastrálního území je zároveň zemskou hranicí mezi Slezskem a Malopolskem. V minulosti to byla hranice mezi Zeměmi Koruny české a Polským královstvím (do roku 1742), od Vídeňského kongresu pak mezi Pruskem, resp. Německým císařstvím, a Ruským impériem. 

## Historie
První zmínka o Woźnikách coby trhové osadě patřící benediktinskému opatství svatého Vincenta ve Vratislavi pochází z roku 1206. V roce 1310 jsou poprvé zmiňovány jako město. V 19. století zde působil a je pohřben na místním hřbitově Józef Lompa – významný polský národní buditel Horního Slezska. K polskému státu byly Woźniki připojeny v roce 1922. V hornoslezském plebiscitu se pro to vyslovilo 62 % obyvatel.

## Památky
- Farní kostel svaté Kateřiny
- Dřevěný hřbitovní kostel svatého Valentina z roku 1696
- Novorenesanční radnice na náměstí z roku 1862

## Doprava
Woźniki jsou napojeny na dálnici A1 Sever – Jih. Provoz na železniční trati Woźniki – Strzebiń, vybudované ve 30. letech jako odbočka uhelné magistrály, byl trvale zastaven v roce 1993 a trať následně demontována. 